# 四川鮡
四川鮡（学名：Pareuchiloglanis sichuanensis）为輻鰭魚綱鯰形目鮡科鮡属的鱼类。其种加词“sichuanensis”意为“四川的”。在中国，分布于四川泯江水系等，主要栖息于山区多砂石以及水流较急的溪河底层。该物种的模式产地在四川宝兴。